# برج دیده‌بانی شیخ حسین
بقایای برج دیده بانی شیخ حسین مربوط به سده‌های متاخر دوران‌های تاریخی پس از اسلام است و در شهرستان کهگیلویه، بخش چرام، دهستان چرام، ۵۰۰ متری جنوب غربی روستای شیخ حسین واقع شده و این اثر در تاریخ ۱۸ شهریور ۱۳۸۷ با شمارهٔ ثبت ۲۳۳۴۵ به‌عنوان یکی از آثار ملی ایران به ثبت رسیده است.